# عبدالقادر کیتا
عبدالقادر کیتا (انگلیسی: Abdul Kader Keïta؛ زادهٔ ۶ اوت ۱۹۸۱) یک بازیکن فوتبال اهل ساحل عاج است.
وی همچنین در تیم‌های ملی فوتبال ساحل عاج ساحل عاج بازی کرده‌است.